# Banco de Galicia (España)
El Banco de Galicia fue un banco regional español, filial del Banco Popular Español. Fue absorbido integralmente por su matriz, por decisión del consejo de administración, del 25 de septiembre de 2008, junto con tres otras filiales regionales: Banco de Castilla, Banco de Crédito Balear y Banco de Vasconia.
En 2008, el Banco de Galicia contaba con unas 202 sucursales ubicadas principalmente en Galicia y en menor medida en Madrid. 

## Historia

### Banco de Vigo
El 27 de diciembre de 1918 se fundó la Banca Viñas Aranda y Compañía, Sociedad en Comandita, que irá cambiando de denominación pasando, el 20 de octubre de 1920, a llamarse Banca Viñas Aranda S.A. Después el 31 de diciembre de 1953 tomó el nombre de Banco de Vigo-Viñas Aranda S.A. El 1 de julio de 1957 redujo su nombre, quedando en Banco de Vigo S.A. El Banco de Vigo fue comprado por las sociedades de cartera llamadas Popularinsas (del Grupo del Banco Popular Español) en octubre de 1969. Debe aclararse que el Banco de Vigo a que se hace mención aquí -y que no fue más que un cambio e denominación del Banco Viñas Aranda- no tiene nada que ver con otro banco que anteriormente llevó esa misma denominación y que fundado en el año 1900, dejó de operar por suspender pagos.

### Banco de Lugo
En el año 1870, Benito de Soto Linares ya ejercía la actividad de comerciante-banquero siendo, además, corresponsal del Banco de España en Chantada (Lugo). En 1914, al fallecer Benito de Soto su familia siguió los negocios bancarios girando bajo la denominación de Viuda de Benito de Soto Comunidad de Bienes. El 7 de junio de 1964 se transforma en una sociedad anónima tomando el nombre de Banco de Soto S.A. En noviembre de 1969 este Banco fue comprado por las sociedades de cartera llamadas Popularinsas (pertenecientes al Grupo del Banco Popular Español). El 8 de junio de 1971 cambia de nombre pasando a llamarse Banco de Lugo S.A.

## Motivos para la compra de bancos regionales por bancos nacionales españoles
Dentro de las estrategias adoptadas desde siempre por los bancos españoles, ha ocupado un lugar preferente la de conseguir una mayor dimensión. Una de las maneras con las que se lograba este fin era abriendo sucursales. Antes de la Ley de 1974 resultaba muy difícil establecerse en nuevas plazas, ya que estaba vigente el llamado "statu quo" bancario. Por tanto, para tener abiertas más sucursales una solución era la adquisición, o la absorción, de otros bancos. El grupo del Banco Popular Español decidió comprar bancos regionales para conseguir estar presente en más lugares. Esta fue la causa de las compras del Banco de Vigo y del Banco de Soto.

## Evolución del Banco de Galicia
Una vez adquiridos el Banco de Vigo y el Banco de Soto (este, posteriormente, cambió su nombre por el de Banco de Lugo), y transcurridos unos años, se decidió su fusión, formando el Banco de Galicia. La fusión del Banco de Lugo y del Banco de Vigo supuso mucho más que la unión del negocio de ambos bancos. Se imprimió un dinamismo que contrastó con el del resto de entidades competidoras. Aumentó significativamente la productividad con el consiguiente aumento de las cuotas de mercado. La política de personal ocupó un primerísimo plano, prestando especial cuidado en la selección de ingreso de los nuevos empleados, necesarios para las numerosas oficinas que se abrieron. Terminó por estar presente en toda la geografía gallega. El acelerado ritmo de la apertura de sucursales produjo crecimientos especialmente altos, sobre todo en los depósitos de la clientela que, hasta mediados de los años 80 del siglo XX, alcanzaron regularmente porcentajes del 30%. La morosidad era prácticamente irrelevante. Al ser mayores los crecimientos de los fondos captados respecto a la inversión, se producía importantes excesos de liquidez, situación que llegó hasta los años 90. A partir de entonces, los crecimientos de la inversión con clientes superaron a la captación de fondos. Como consecuencia de la mayor inversión y de la propia situación económica se produjo un progresivo deterioro de la calidad de los riesgos, son el consiguiente aumento de la morosidad y disminución de los porcentajes de aumento de los beneficios.
La crisis económica iniciada en 2007 y la búsqueda de ahorros administrativos aconsejaron que el Banco Popular Español integrara en su balance, mediante una fusión por absorción, los negocios y actividades de sus bancos filiales entre los que se encontraba el Banco de Galicia, y de cuyo capital poseía el 93,54 %.
A la fecha de la fusión con el Banco Popular, el 30 de junio de 2008, el Banco de Galicia tenía unos fondos propios de 462 millones de euros, unos depósitos de clientes de 3113 millones de euros y los créditos y préstamos con la clientela llegaban a los 4386 millones de euros.